# Samuel Feijóo
Samuel Feijóo Rodríguez (San Juan de los Yeras, Provincia de Las Villas, 31 de marzo de 1914 - La Habana, 14 de julio de 1992) fue un escritor y artista plástico cubano de formación autodidacta. 

## Biografía
Samuel Feijóo Rodríguez nació en San Juan de los Yeras, municipio de Ranchuelo, el martes 31 de marzo de 1914, hijo de Florentino Feijóo y Amelia Rodríguez. Cursó sus primeros estudios en Ranchuelo y luego se mudó a La Habana, donde estudió hasta el tercer año del bachillerato en el Instituto de La Habana. Todos sus estudios posteriores fueron de forma autodidacta. Desde esta época comenzó a publicar sus primeros artículos en revistas habaneras, a crear sus libros de poesía y a pintar y dibujar. Luego de una gran actividad literaria y plástica, el artista falleció el 14 de julio de 1992 en La Habana, en el hospital Calixto García. Sus restos descansan en la Necrópolis de Cristóbal Colón, en esa misma ciudad.

## El literato
En 1953 comenzó a colaborar con la revista Bohemia, denunciando la pobreza del campesinado cubano en artículos y fotos. Desde el año 1958 editó la revista Islas en la Universidad Central de Las Villas que se hizo eco de toda su obra anterior y de los jóvenes escritores y artistas locales. Pasó a editar la revista Signos en 1969, luego de ser expulsado de la universidad. Se mantuvo publicando todo el tiempo, a veces en revistas y otras por sus propios medios. En la década de 1940 publicó algunos poemarios como Camarada celeste (1944), Aventuras con los aguinaldos (1947) y Beth-el (1949), entre otros. Su obra narrativa está marcada por el ámbito rural, las tradiciones, el folclor campesino y la mitología afrocubana. Destaca significativamente su novela Juan Quinquín en Pueblo Mocho (1964), llevada al cine por Julio García Espinosa en 1967 como Aventuras de Juan Quin Quin, película que devino gran éxito de público y crítica; así como el volumen de relatos Cuentacuentos, que le valió el Premio de Cuento Luis Felipe Rodríguez, de la Unión de Escritores y Artistas de Cuba (UNEAC) en 1975. Posee una obra ensayística apreciable en la cual, además de sus estudios de las formas poéticas, destacan sus obras sobre la cultura popular, como El negro en la literatura folklórica cubana (1980), Mitología cubana (1980) y Mitología americana (1983).

## El artista
Desarrolló su trabajo en la pintura, el dibujo y la ilustración. Desde  los años 40, se inició en la pintura, que tiene como tema fundamental el paisaje rural. Utilizó con frecuencia la acuarela por considerarla el medio exacto para lograr las "transparencias deliciosas del paisaje cubano", aunque su obra abarcó óleos, témperas, dibujos, aguafuertes, caligramas y monotipias, entre otras técnicas. Participó en numerosas muestras colectivas, entre ellas 50 Años de la Revista de Avance, en el Museo Nacional de Bellas Artes (Cuba), en 1977; la I Bienal de La Habana, en 1984; Künstler aus Kuba, en la Galerie Junge Künstler de Berlín, en 1986, y Maestros de la Pintura Cubana, en el Centro Provincial de Artes Plásticas y Diseño de La Habana en 1991. En 2008 el Museo Nacional de Bellas Artes de Cuba organizó una gran retrospectiva de su obra plástica que, bajo el título de Un sol desconocido, reunió cincuenta y dos obras de sus diferentes etapas creativas. 
Feijóo tuvo una vasta experiencia profesional debido a los numerosos proyectos desarrollados a lo largo de su vida. Destaca su empeño como promotor del Movimiento de Artistas Populares en la provincia de Las Villas. Fue en 1969 vicepresidente de la UNEAC en dicha provincia, así como director de Publicaciones y Ediciones en la Universidad Central de Las Villas. En 1969 fundó la revista Signos, editada bajo el sello de la misma institución educativa, en la que la plástica ocupó un lugar representativo y en la que desarrolló una importante labor editorial y de difusión de la cultura popular.

## Vida matrimonial
Contrajo matrimonio dos veces, con Ruth Helen Ortega y Pérez de Villa-Amil en 1948 y, luego de su divorcio en 1956, se casó en 1958 con Isabel Castellanos Hernández, quien falleció en 1970. De esta segunda unión nació su hija Adamelia Feijóo Castellanos. 

## Exposiciones colectivas
Participó en numerosas muestras, como los 50 Años de la Revista de Avance, Museo Nacional de Bellas Artes, La Habana, en 1977; la Primera Bienal de La Habana, Museo Nacional de Bellas Artes, La Habana, en 1984; Künstler aus Kuba en Galerie Junge Künstler, Berlín, República Democrática de Alemania, en 1986 y Maestros de la Pintura Cubana en Centro Provincial de Artes Plásticas y Diseño, La Habana, en 1991. Viajó por varios países, como Estados Unidos (1945), República Democrática Alemana (1965), Bulgaria (1968), Francia (1970), Inglaterra (1970), Mongolia (1978), Polonia (1979), Suiza (1982), Francia (1982) e India (1983).

## Colecciones
Su obra forma parte de las colección del Museo Nacional de Bellas Artes, La Habana, Cuba.

## Condecoraciones y reconocimientos
Samuel Feijóo recibió el homenaje de varias instituciones alrededor del mundo, entre las más relevantes se destacan:
- Por la Cultura Nacional, Cuba, 1981.
- Medalla Alejo Carpentier, Cuba, 1982.
- Medalla Félix Elmuza, Cuba, 1984.
- Medalla Raúl Gómez García, Cuba, 1989.
- Medalla del XXX Aniversario del levantamiento del 5 de septiembre, Cuba, 1989.
- Orden Félix Varela, Consejo de Estado de la República de Cuba, 1990.
- Medalla 60 Aniversario de la Liberación, Mongolia, 1978.
- Medalla del Mérito Cultural, Polonia, 1981.
- Medalla de 1300 Años de Bulgaria, 1985.